# رونا نارومی
رونا نارومی (انگلیسی: Runa Narumi؛ زادهٔ ۱۹ نوامبر ۱۹۹۵) خواننده اهل ژاپن است. وی از سال ۲۰۱۵ میلادی تاکنون مشغول فعالیت بوده‌است.